# 筒井れんこん

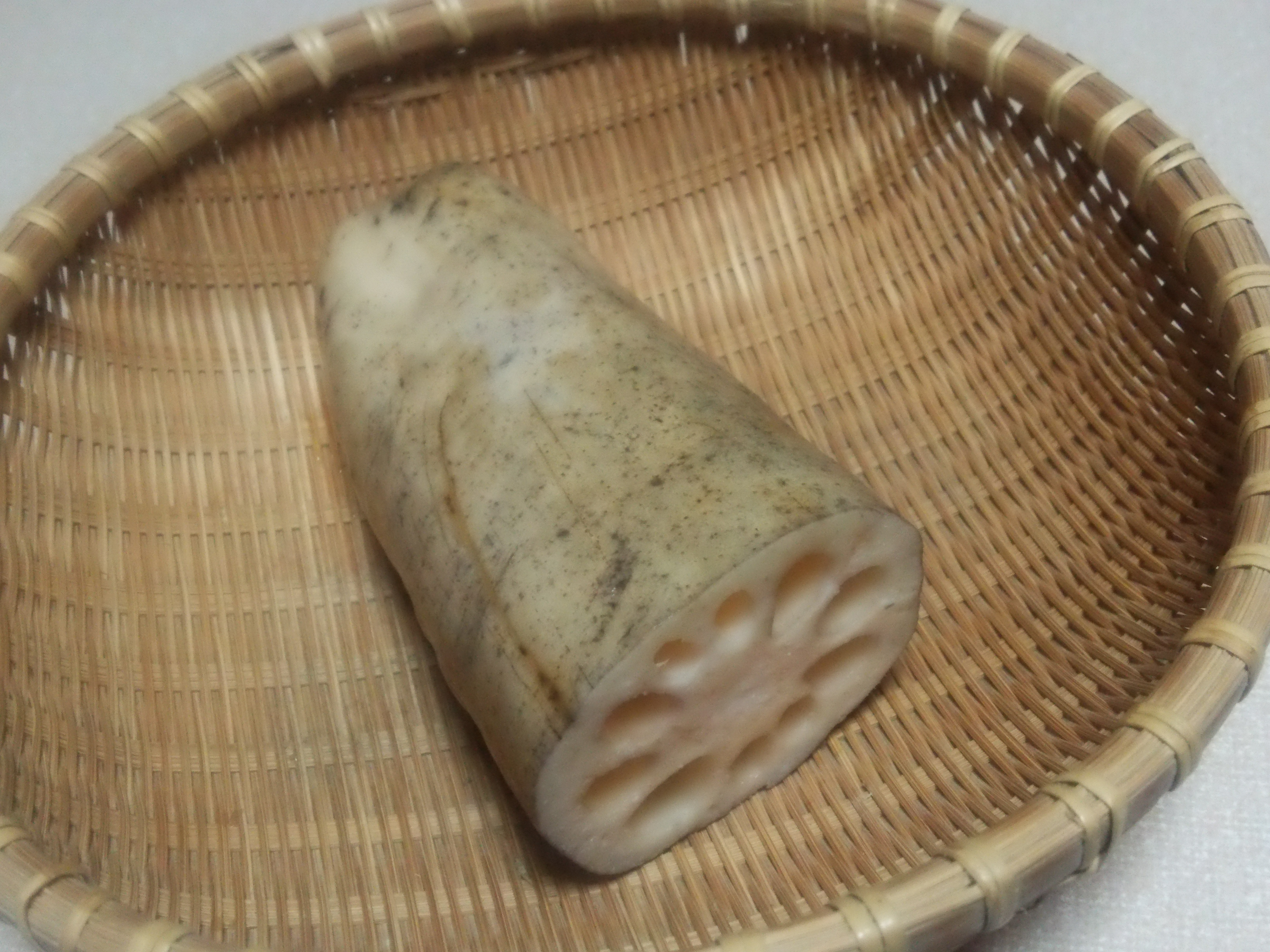
大和伝統野菜「筒井れんこん」

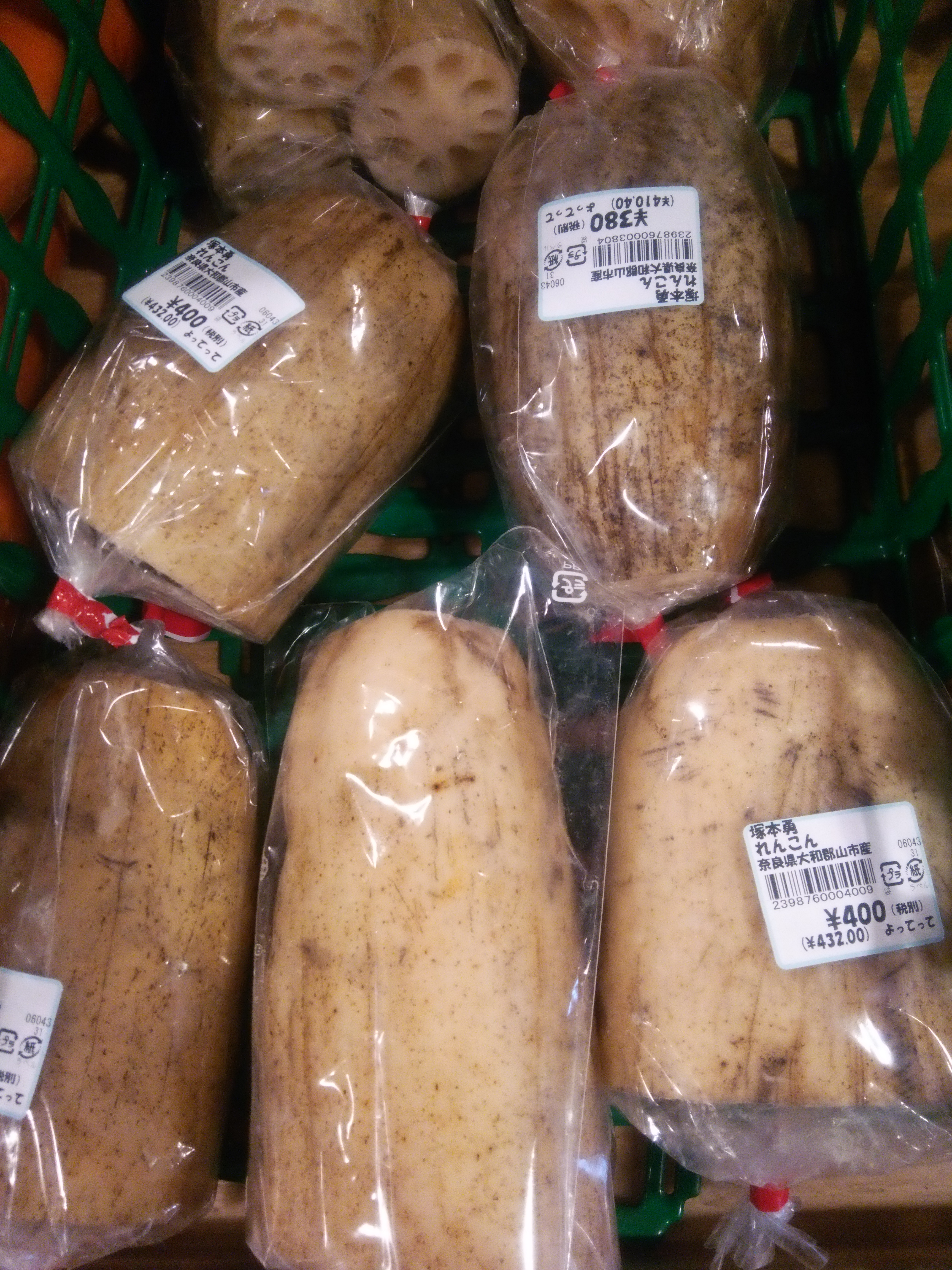
直売所に並ぶ「筒井れんこん」

筒井れんこん（つついれんこん）は、ハス科の根菜で、奈良県在来のレンコンの品種である。
大和郡山市の筒井地区で古くから栽培されてきた伝統野菜の一つとして、奈良県により「大和野菜」に認定されている。

## 歴史
正倉院文書に、760年（天平宝字4年）の「漿料、栗子、薯預、梨子、郁子、蓮根、干柿、糯糒、糯米、胡麻、荏、胡麻油」をはじめ複数の「蓮根」の記録があり、奈良時代に奈良の都でレンコンが食べられていたことが分かる。
大和郡山市にある筒井城跡の堀やその周辺地域は、湿地で稲作には適さないが、土質が柔らかく豊富な地下水があり、盛んに良質のレンコンが栽培されてきた。
宮崎県児湯郡新富町在来の「水神様のれんこん」は江戸時代に秋月高鍋藩が民衆を飢餓から救済するため、大和から持ち込んだと伝えられ、宮崎公立大学の調査により、そのルーツが筒井れんこんであることが確認されている。したがって、その栽培の歴史は少なくとも江戸時代に遡ることが確認できる。
筒井城跡を中心とする地区で栽培されてきた在来のレンコンが「筒井れんこん」と名付けられ、2011年（平成23年）12月20日に大和の伝統野菜として大和野菜に認定された。

## 特徴
- 節が長い形態が特徴で、粘りが少なく、甘みと独特のシャリシャリ感がある。
- 良質なレンコンのため地元では高い評価を得ている。
- 収穫時期は８月初旬から翌年４月まで。

## 産地
大和郡山市筒井町を中心に栽培されている。

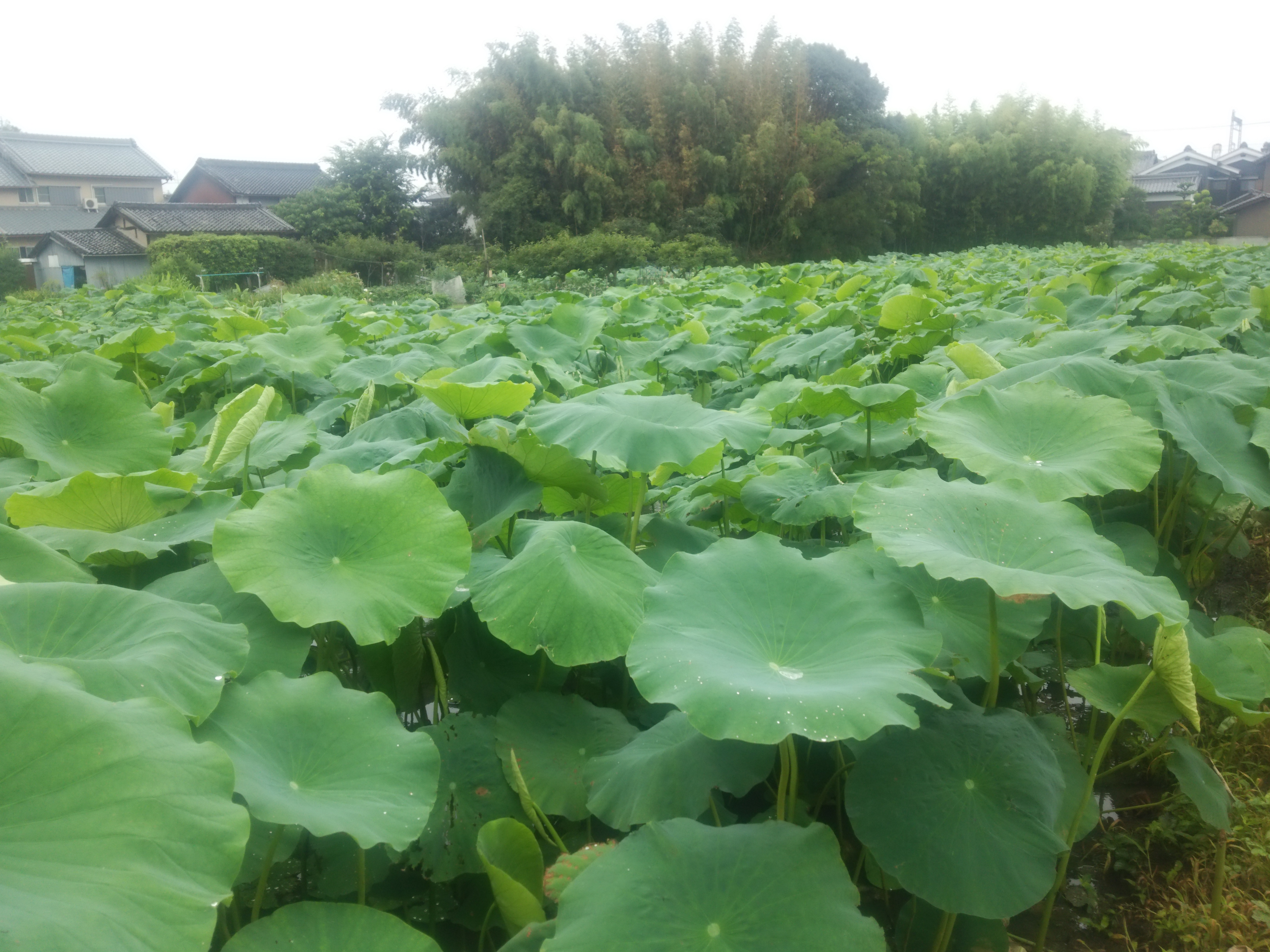
筒井城跡のレンコン畑

「筒井れんこん生産者の会・フレッシュつつい」の12戸が約1haで栽培し、収穫された筒井れんこんはＪＡ筒井出張所の朝市や近隣の直売所で販売されている。
特に年末はおせち需要が高く、消費者がレンコン畑まで買い求めに来ることもある。

## 利用法
煮物、酢れんこん、すり流し、きんぴら、天ぷら、サラダなど。
長い節の部分には栄養が詰まっているため、すりおろして食べる人も多い。

## その他
- 圃場には7月下旬から8月上旬にかけて美しい白い花が咲く。